# Omnia-Treuhandgesellschaft

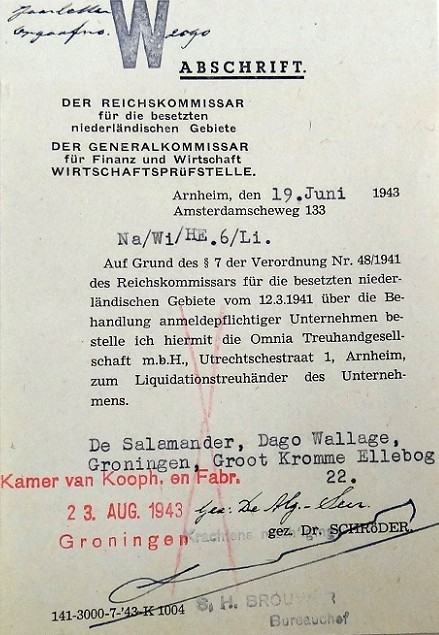
Ernennung der Omnia Treuhandgesellschaft m.b.H. zum Liquidationstreuhänder von „De Salamander“, einem Unternehmen für Hygieneartikel und Gummiwaren in Groningen, dessen Inhaber Dago Wallage war. Wallage war zum Zeitpunkt der Verlegung bereits in Auschwitz ermordet worden, ebenso wie seine Familie.

Die Omnia-Treuhandgesellschaft m.b.H. war eine deutsche Treuhandgesellschaft, die während der deutschen Besatzung der Niederlande im Zweiten Weltkrieg jüdische Unternehmen für das Deutsche Reich verwertete (liquidierte). Die Erlöse wurden in der Regel bei Lippmann, Rosenthal & Co. Sarphatistraat (Liro-Bank) in Amsterdam hinterlegt. Zwischen 1941 und September 1944 erhielt Omnia 16.000 Liquidationsaufträge von der deutschen Regierung, von denen 1.500 nicht abgewickelt wurden. Ihren Sitz hatte Omnia in Prag, Geschäftsführer war Georg Niethammer († 1968).

## Geschichte
Die deutsche Besatzungsmacht wollte die niederländischen Unternehmen „arisieren“, d. h. das gesamte jüdische Eigentum enteignen. Mit der Verordnung 189/40 vom 22. Oktober 1940 wurden alle Unternehmen in den Niederlanden, in denen Juden tätig waren, verpflichtet, sich bei der Wirtschaftsprüfstelle, die zum Generalkommissariat für Finanz und Wirtschaft gehörte, zu melden. Ein weiterer Erlass 48/41 vom 12. März 1941 sah vor, dass Juden aus dem Unternehmen entfernt werden mussten und dass die Wirtschaftsprüfstelle Treuhänder einsetzen konnte. Diese konnten das Unternehmen abwickeln.
Die Wirtschaftsprüfstelle erteilte die meisten Aufträge zur Liquidierung von Kleinbetrieben (Viehhändler, Markthändler, Versicherungsvertreter, Schneider, Kunsthandlungen, Juwelieren etc.) an die Omnia-Treuhandgesellschaft, die im Oktober 1941 eine niederländische Niederlassung in Den Haag eröffnete. Die größtenteils niederländischen Sachbearbeiter von Omnia führten die Arbeit selbständig aus, mussten aber die Richtlinien der Omnia-Zentrale befolgen. Ihre Berichte wurden der Wirtschaftsprüfstelle vorgelegt. Überwacht wurde ihre Arbeit auch von der Deutschen Revisions- und Treuhand AG. Die Sachbearbeiter arbeiteten von Büros in Amsterdam, Den Haag, Rotterdam, Zwolle, Meppel, Enschede, Hengelo, Groningen, Leeuwarden und Den Bosch aus. In den Jahren 1942 und 1943 wurden etwa 50 Sachbearbeiter beschäftigt, im September 1944 jedoch nur noch 14. Ihre Aufgabe bestand darin, jüdische Geschäfte zu schließen und die dort vorgefundenen Vermögenswerte sicherzustellen und zu verwerten. Für jede Liquidation wurde ein auf den Firmennamen geführtes Konto bei der Bank voor Nederlandschen Arbeid N.V. eingerichtet. Die Erlöse mussten zur Überprüfung auf dieses Konto eingezahlt werden, bevor das Geld bei der Liro-Bank (Lippmann, Rosenthal & Co.) in Amsterdam einging.
Im Juli 1943 vereitelte H. Schröder, der Vertreter des Reichskommissars für die Niederlande Arthur Seyß-Inquart, diese Vereinbarung mit der Sonderaktion Amsterdam. Proteste des Omnia-Leiters und Prokuristen Heinrich Friedmann († 1972) blieben erfolglos. In Amsterdam wurden die kleinen jüdischen Geschäfte, die noch nicht liquidiert worden waren, nach Straßen abgewickelt, und das Geld wurde auf einem Sammelkonto auf den Namen S. Blits in Amsterdam vereinnahmt.
Im Januar 1943 wurde der niederländische Sitz von Omnia zusammen mit der Wirtschaftsprüfstelle nach Arnhem verlegt, doch die Landung der alliierten Luftstreitkräfte am 17. September 1944 unterbrach die Arbeit bis Januar 1945. Dann wurde ein Büro in Groningen eingerichtet. Das Ende kam, als Direktor Friedmann nach einer Reise nach Deutschland nicht mehr nach Groningen zurückkehren konnte. Von Oktober 1944 bis Ende März 1945 unterhielt die Wirtschaftsprüfstelle noch ein Büro in Almelo.